# Heymann Schück
Heymann Schück, född 25 januari 1774 i Ottmachau, Schlesien (dagen Polen), död 16 augusti 1834 i Stockholm, var en tysk-svensk affärsman.
Heyman Schück var son till förpaktaren Simon Schick. Efter att ursprungligen ha arbetat som spannmålshandlare i Zülz i Övre Schlesien överflyttade Schück 1803 till Stockholm och blev 1812 svensk undersåte. 1808 blev han meddelägare i den 1797 grundade firman Weslig & Assur, vilken han 1823 ensam övertog. Denna firma, som börjat specialisera sig på tillverkning av kattuntyger, blev under Schücks ledning en av de främsta i denna bransch och fanns länge kvar under namnet H- Schücks Enka & Co. AB. Under 26 år var Schück den egentlige ledaren för Stockholms mosaiska församling. Han åtnjöt högt förtroende hos regeringen och räknades till Stockholms mest aktade affärsmän. Kort före sin död kallades han ledamot av den kommitté, som hade i uppdrag att revidera den svenska tullagstiftningen. Han blev därmed den förste tillhörig den judiska tron som erhöll ett officiellt statsuppdrag i Sverige.